# Finanzgericht Nürnberg

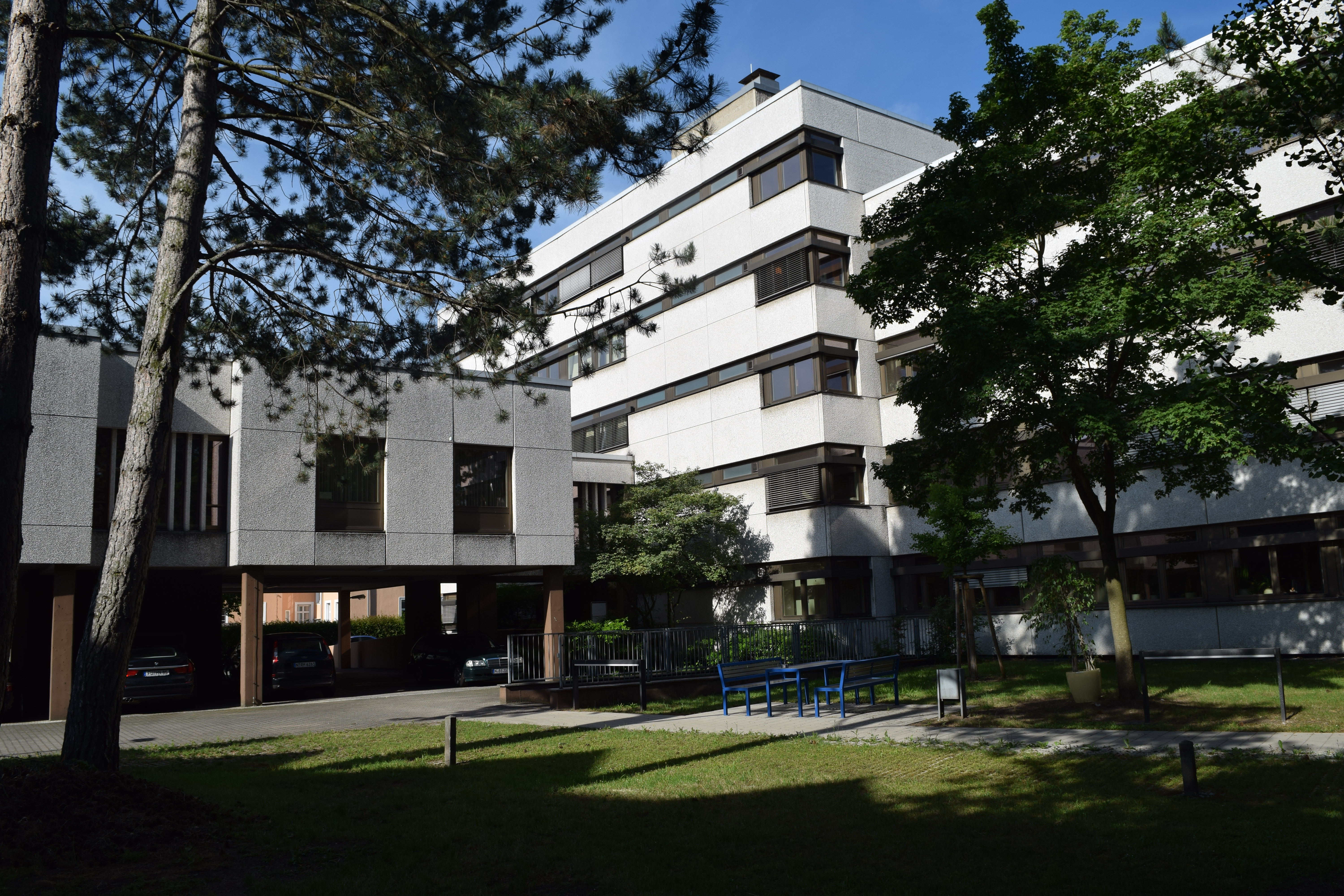
Ansicht von Nordost

Das Finanzgericht Nürnberg ist ein Gericht der Finanzgerichtsbarkeit und eines von zwei Finanzgerichten im Freistaat Bayern.

## Gerichtssitz und -bezirk
Das Finanzgericht (FG) Nürnberg bietet Rechtsschutz bei Steuern und Kindergeld.
Es hat seinen Sitz in Nürnberg und verfügt über sieben Senate. Der Gerichtsbezirk erstreckt sich auf die Regierungsbezirke Ober-, Unter- und Mittelfranken sowie Oberpfalz. In ihm wohnen rund 5,2 Millionen Menschen.
Das FG Nürnberg entscheidet in Verfahren gegen Finanzbehörden (Finanzämter, Hauptzollämter, Kirchensteuerämter), die ihren Sitz in diesen Regierungsbezirken haben. In Verfahren gegen die Familienkassen der Bundesagentur für Arbeit wegen Kindergeld kommt es grundsätzlich auf den Wohnsitz oder gewöhnlichen Aufenthalt der klagenden Partei in diesen Regierungsbezirken an. Soweit in Kindergeld-Verfahren die Kläger ihren Wohnsitz oder gewöhnlichen Aufenthalt im Ausland haben, richtet sich die Zuständigkeit nach dem Sitz der beklagten Behörde. Das Finanzgericht Nürnberg ist zuständig, wenn sich in diesem Fall der Sitz der Behörde in seinem Gerichtsbezirk befindet.

## Gerichtsgebäude
Das Gericht ist in der Deutschherrnstraße 8 untergebracht.

## Instanzenzug
Die Finanzgerichtsbarkeit ist zweistufig aufgebaut. Daher ist das Finanzgericht Nürnberg gemäß § 2 FGO sowohl ein oberes Landesgericht als auch Eingangsgericht in erster Instanz. Ihm übergeordnet ist der Bundesfinanzhof in München.

## Leitung
Bisherige Präsidentinnen und Präsidenten:
- 1948–1950: Winkler
- 1950–1951: Nunn
- 1952–1955: Effert
- 1955–1958: Lehmeyer
- 1958–1968: Gebhard Rueb
- 1968–1978: Hermann Wißmüller
- 1978–1990: Günther Schmidt
- 1990–1996: Lothar Iff
- 1996–1999: Widukind Fraas
- 1999–2004: Peter Glanegger
- 2004–2016: Josef Lohrer
- 2016–2021: Helmut Naczinsky[2]
- seit 2021: Helga Marhofer-Ferlan